# Antonio Margil de Jesús
Antonio Margil de Jesús O.F.M. (Valencia, 18 de agosto de 1657-México, 6 de agosto de 1726)  fue un fraile franciscano español, misionero y evangelizador de América, fundador de los Colegios Apostólicos de Propaganda Fide de Querétaro, Guatemala, y Zacatecas. Fue conocido como el fraile de los pies alados.

## Biografía
Su nombre de pila era Agapito Luis Paulino Antonio Margil Ros. Fue bautizado en la iglesia de los Santos Juanes de Valencia (España), sus padres se llamaban Juan Margil y Esperanza Ros. Entró en la orden franciscana a los 18 años, en el convento de la Corona de Valencia. Fue ordenado sacerdote en 1682 y antes de marchar de misionero a América, en marzo de 1683, residió en los conventos de Onda y Denia.

## Misión en América
Partió de Cádiz a finales del mes de marzo de 1683 junto con otros compañeros de la Orden franciscana, tras visitar en Valencia a su madre y el que fue su primer convento, el de la Corona. El viaje fue de setenta y cuatro días de penosa travesía con borrascas que llevaban al peligro de naufragio de su embarcación, hasta que el 6 de junio de 1683 llegó a Veracruz, que terminaba de ser saqueado por el pirata Lorencillo. A los pocos días comenzó su ruta evangelizadora. Partió andando por orden del prelado llevando el Breviario, un báculo y un Crucifijo, confiando en la Providencia divina.

### Colegio de Querétaro
El 13 de agosto  llegó fray Margil a Querétaro con tres compañeros al convento de San Francisco, y dos días después, ya con el padre Linaz y los otros asignados, tomaron posesión del convento de la Santa Cruz.
Los primeros pueblos en los que predicó fueron Cotastla, Guatusco y San Lorenzo de los Negros, si bien en todo el camino hasta el convento de la Santísima Cruz de Querétaro, no perdió ocasión de difundir la palabra.
Querétaro fue el primer centro de su actividad; desde allí comenzó una increíble etapa misionera itinerante, a pie, al estilo franciscano instaurado en México 150 años antes por fray Martín de Valencia, y durante más de diez años recorrió desde el citado México, Guatemala, Honduras, Nicaragua y Costa Rica. Más de 40.000 personas recibieron el bautismo del padre Margil.
Predicaban por parejas, y cuando llegaban a los pueblos, entraban escuálidos y mal vestidos pero cantando, alegres y con la cruz levantada; ello provocaba que las gentes salieran a recibirlos maravilladas y escucharan sus palabras.
Según algunas fuentes, los indios Chiapas quedaron tan asombrados con Margil y su acompañante que cuando veían llegar a un franciscano salían a recibirlo con flores, como «compañeros de aquellos padres que ellos llamaban santos».
Gran devoto de la Pasión del Cristo y de la Virgen María, por las poblaciones que pasaba difundía el Ave María y las estaciones del Vía Crucis, y donde les parecía, siguiendo una costumbre de los misioneros, levantaban una cruz tan grande como podían.

### Yucatán, Ciudad Real
De Querétaro partió hacia Yucatán, predicando por toda la zona. Luego marchó a Tabasco. De camino a Ciudad Real(Hoy San Cristóbal de las Casas), en el pueblo de Tustia, enfermaron gravemente los dos frailes, llegando al punto de recibir Antonio la Extrema Unción. Finalmente, de forma milagrosa, sanaron y al poco siguieron su camino hacia Ciudad Real, donde predicaron un tiempo para dirigirse luego a Guatemala, recorriendo la costa sur durante meses.

### Costa Rica, Guatemala
Llegaron al sur de Costa Rica en 1688 Margil y su compañero, un fraile llamado Melchor. Se toparon con unos indios llamados Talamancas, organizados en varias tribus. Eran indios antropófagos que hacían sacrificios humanos. Los españoles, ante las dificultades para tratar con ellos, utilizaban la fuerza y los llevaban a trabajar las tierras.
Los dos frailes sufrieron torturas y estuvieron próximos a perder la vida; fueron recibidos a saetazos y con golpes de hacha pero salieron indemnes del trance ante el asombro de los indígenas. En otra ocasión pasaron tres días de rodillas sin comer ni beber custodiados por los indios, pero sin duda uno de los momentos más complicados fue cuando fueron amarrados a un madero dentro de una hoguera. Finalmente los dos misioneros consiguieron su objetivo y convirtieron a los indios. Fundaron en la zona más de una docena de misiones (Santo Domingo, San Antonio, El Nombre de Jesús, La Santa Cruz, San Pedro y San Pablo, San José de los Cabécaras, La Santísima Trinidad de los Talamancas, La Concepción de Nuestra Señora, San Andrés, San Buenaventura de los Uracales, Nuestro Padre San Francisco de los Térrebas, San Agustín, San Juan Bautista y San Miguel Cabécar), consiguiendo que el gobernador de Guatemala prohibiese sacar más indios de sus tierras.
Fray Margil escribía de ellos en sus cartas:

«Son docilísimos y muy cariñosos: su modo de vivir entre sí, los que están de paz, muy pacífico y caritativo, pues lo poco que tienen, todo es de todos».

«después que nos vieron solos y la verdad con que procuramos el bien de sus almas, se vencieron y... nos quisieron poner en su corazón».

### Verapaz, norte de Costa Rica
El obispo de Guatemala convenció a Margil y Melchor para que fueran al norte de Costa Rica en 1691.
Siguiendo su costumbre, entraban en los pueblos cantando y con la cruz en alto, saludaban a todos los indios y poniendo en manos de los caciques locales la cruz les pedían los ídolos a los que adoraban asegurando que no servían para nada; luego los quemaban públicamente y los dos franciscanos hacían penitencia.
En una carta al Padre Guardián del Colegio de la Santísima Cruz, nos cuentan los dos evangelizadores:

Nosotros nos volvemos a nuestra tarca gustosos hacia la Vera-Paz, en cuyo camino nos hallábamos, cuando fuimos llamados para lo dicho, tan bien ocupados por la misericordia del Señor, que según hemos experimentado, nos parece, que ahora entra la Fe de Nuestro Señor Jesucristo en ellos, ya que desde la conquista habían recibido el Evangelio. Han sido tantos los ídolos, abusos, y gentilidades, que se han quemado, que dan a entender, que solo el Rey Nuestro Sr. ha entrado ahora por lo mayor.

En 1692 fueron a las tierras de los indios Choles, que habían sido evangelizados por los dominicos en 1574. Los censos de 1633 contaban unas 600.000 personas convertidas al cristianismo. Pero en ese mismo 1633 apostataron y quemaron las iglesias, volviendo al culto de sus antiguos dioses.
Margil y su compañero emplearon mucho tiempo en convertir a los apóstatas, y como sucedió en otras ocasiones, pasaron por diversos tormentos. Según cuenta la "Chronica Seraphica de Guatemala" y que reproduce el libro de Isidro Felis:

(...)los tuvieron desnudos, atados a un palo día y noche, descargando lluvia de azotes sobre sus fatigados miembros: y los tenían ya sentenciados a ser blanco de sus armadas saetas de que los libró el Señor por camino bien impensado. Súpose esto no de los Padres, sino de los vecinos indios.(...)

El resultado de sus trabajos fue la fundación de ocho pueblos y sus respectivas iglesias.

### Los lancadones
El alcalde de Cobán suplicó a la pareja que fuera a tierras de los lancadones, que vivían junto al río Usumacinta superior y las selvas meridionales, pues complicaban las relaciones entre Yucatán y Guatemala. En julio de 1693 ya se encontraban de camino, subiendo riscos y peñas por las montañas de las citadas tierras.
Los indios lancadones eran conocidos por su hostilidad desde los primeros tiempos de la conquista, y se había intentando reducirlos en diversas ocasiones. Sus correrías llegaban hasta la región de Chiapas, y al grito de "Cristianos, decid a vuestro Dios que os defienda" quemaban pueblos, mataban gente y llevaban cautivos, sacrificando a los niños en altares a sus dioses sacándoles el corazón.
Tras ser abandonados por los guías llegaron los frailes medio muertos a un poblado de lancadones. Éstos, al verlos, los molieron a palos, destrozaron sus ropas y las pocas pertenencias que acostumbraban a llevar y los encerraron cinco días en una cabaña con la intención de matarlos luego. Margil y Melchor se las arreglaron para hablar con el cacique local, no consiguiendo convencer a los indios ni éstos a los dos frailes para que adoraran a sus ídolos. Llegaron al siguiente acuerdo, en palabras de unos de los caciques:

(...)Vayan uno de vosotros con algunos de los nuestros a Cobán, y si nos reciben bien, es señal, que venís de paz, y con buen corazón, movidos solamente de la salvación de nuestras almas. Y con esto seremos hermanos y Cristianos, pero si no, conoceremos que nos engañáis.(...)

Quedó fray Melchor y marchó Margil con doce, pero debido a las inclemencias del tiempo murieron diez y al regreso molieron a palos a Margil, que fue llevado de vuelta con Melchor. Tras reponerse fueron a predicar nuevamente a Vera-paz y al poco se separaron los dos frailes, marchando Melchor hacia el sur.
Tiempo después el presidente de la Real Audiencia de Guatemala, Jacinto de Barrios Leal, organizó una expedición en 1695 con 600 hombres. Tras un penoso viaje por la selva llegaron en Semana Santa a un lugar cerca de un río, a las faldas de una montaña, el 30 de marzo de ese año. Al lugar lo bautizaron como Monte Santo, realizando allí los oficios correspondientes a las fechas. El 19 de abril entraron en el pueblo, que fundaron con el nombre de Nuestra Señora de los Dolores, el mismo pueblo lancadón donde sufrieron tormento los franciscanos. Se trasladó Margil a una misión próxima, que consagró a San Antonio de Padua. El presidente de la Audiencia decretó regresar y al año próximo abrir un camino hasta el lugar, quedando allí Margil y otros compañeros. Llegó el presidente a su casa el 4 de julio.
Según varios informes enviados por el obispo de Nicaragua, fueron más de 40.000 los indios que acogieron la Fe cristiana.
Margil estuvo hasta 1697 evangelizando a los lancadones y otras tribus de la zona.

### San Juan del Río, Querétaro
La región de Querétaro fue el primer centro de su actividad y, antes de llegar a esa ciudad, pasó por San Juan del Río, por el Camino Real de Tierra Adentro, en donde fundó el 11 de agosto de 1683 el Beaterio (lugar de beatas) de las Hermanas de la Tercera Orden Regular de San Francisco de Asís (T.O.R.). Él fue quien impuso el hábito de la tercera orden regular franciscana a las hermanas Beatriz, Josefa, Isabel y Ana María Flores; es así como se dio por iniciada la fundación del Beaterio de Nuestra Señora de los Dolores de Niñas Educandas de San Juan del Río, como casa de recogimiento para aquellas jovencitas que desearan vivir consagradas al servicio de Dios. Popularmente se le sigue conociendo como “El beaterio”, pero el 4 de mayo de 1973, la Santa Sede expidió un decreto por el cual se declaraba a este como Monasterio de Nuestra Señora de los Dolores, nomenclatura que conserva hasta hoy.
Se cuenta una hermosa leyenda sobre la fundación de este beaterio y el florecimiento del bastón de fray Margil de Jesús, quien recibió como obsequio un nuevo báculo confeccionado por las monjas de este sitio, el cual le fue entregado cuando partía hacia México habiendo hecho una parada para pasar la noche en San Juan del Río, viniendo desde Querétaro. Al entregarle las hermanas este obsequio, el fraile clavó el que anteriormente portaba en el jardín donde le fue dado. Les dijo que lo dejaba allí porque seguramente lo tomaría de vuelta ya que estaba muy acostumbrado a él. Las hermanas nunca lo removieron ni tocaron para no enfadar al fraile. Con el paso del tiempo y para sorpresa de todos, el báculo, que estaba hecho de un palo de limón, retoñó en el jardín. Desde entonces este limón fue considerado con virtudes curativas. Siguen ahí esas reliquias, resguardadas por las religiosas.

### II Viaje a Guatemala
Regresó a la provincia de Guatemala, allí predico y evangelizó en territorio de los actuales Honduras (Comayagua) y El Salvador (San Miguel), cruzó hasta Granada y León en la provincia de Nicaragua.

### Fundación del Colegio de Zacatecas
Fray Antonio fundó misiones franciscanas en San Luis Potosí, Zacatecas, Saltillo y Monterrey en México.
El mejor ejemplo está en el Convento de Guadalupe, creado con fines de "Propaganda Fide" o de propagación de la fe; de todos los establecidos en América, este fue uno de los más importantes.
Fundado en 1704 mediante cédula real expedida por el rey Felipe V, al ser preconizado obispo de Puerto Rico fray Pedro de la Concepción Urtiaga que había promovido la fundación, fue designado como primer presidente in capite Fray Antonio Margil de Jesús, erigiéndose el Colegio de Zacatecas el 12 de enero de 1707, dedicado a la Virgen de Guadalupe.

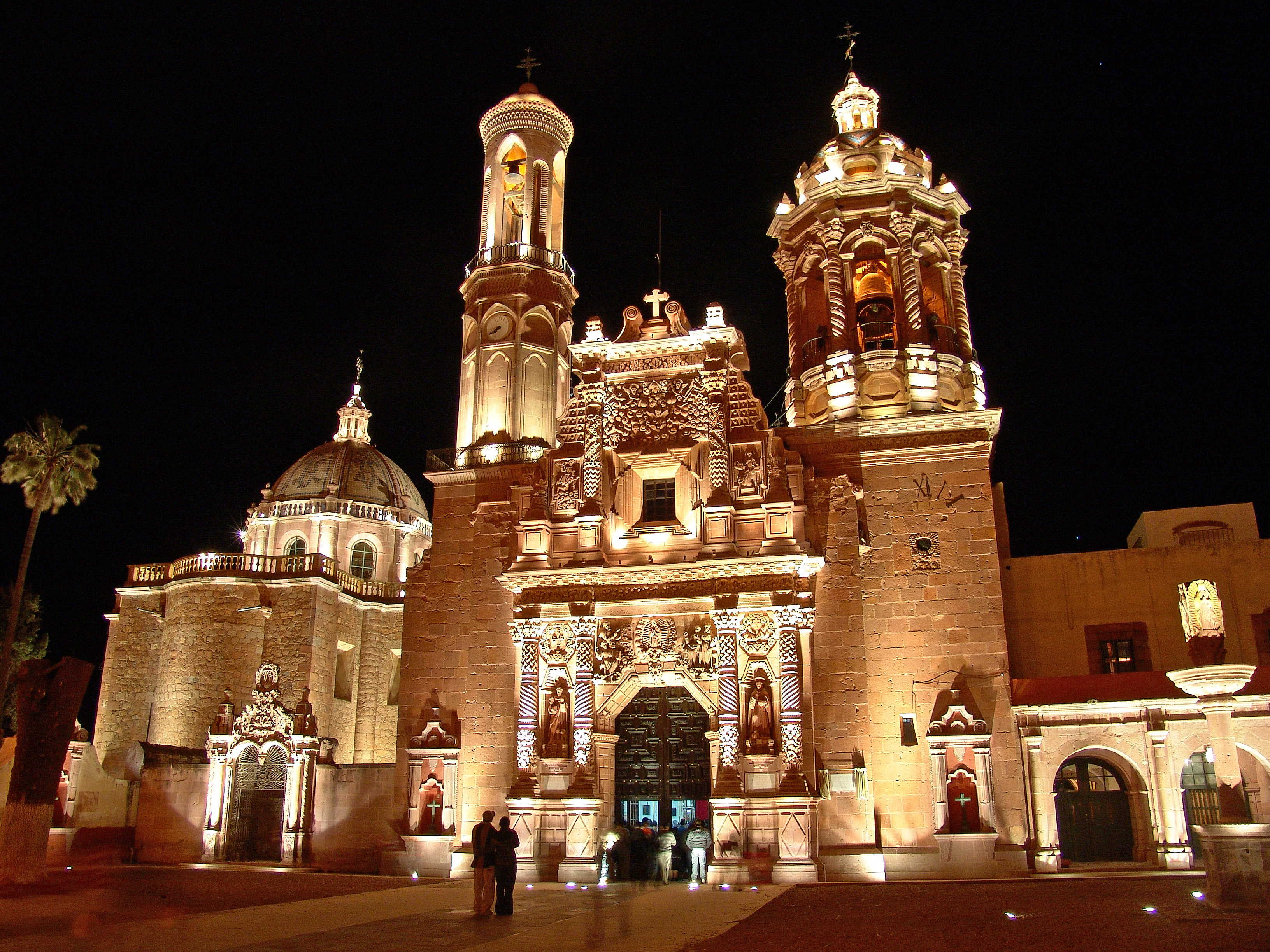

## Misión en Texas
En lo que hoy es Estados Unidos fundaría una misión en Sabinas, siguiendo el Río de Norte hasta Texas donde se encontró con la tribu de Nacogdoches. Seguidamente después de haberse librado del encuentro con los nativos fundaría las misiones del Santo Espíritu y San José en el territorio de Texas.

## Últimos viajes
Murió en el Convento de San Francisco de México. En 1836 fueron declaradas heroicas las virtudes del Venerable siervo de Dios fray Antonio Margil de Jesús, cuyos restos reposan en La Purísima de la Ciudad de México. Aquellas palabras de Isaías 52,7 podrían ser su epitafio:

«¡Qué hermosos son sobre los montes
los pies del heraldo que anuncia la paz,
que trae la Buena Noticia!»

## Proceso de canonización
En 1734 fray Francisco Pedrera Mascareñas solicitó a la Real Audiencia de México las diligencias con el rey de España, para obtener el permiso de recolectar limosnas para abrir la investigación canónica. La causa fue introducida ante la Sagrada Congregación de Ritos el 29 de diciembre de 1770. El 31 de agosto de 1836 el papa Gregorio XVI expidió el decreto que reconoce las virtudes heroicas de fray Antonio Margil de Jesús, por lo que puede llamarse venerable. Durante casi dos siglos el proceso de canonización ha permanecido detenido.